# 1차 항체와 2차 항체
1차 항체와 2차 항체(Primary and Secondary Antibodies)는 항원이나 단백질에 직접 결합하는지, 또는 항원이나 단백질에 결합하는 다른 항체(1차)를 대상으로 결합하는지를 기준으로 분류되는 항체의 두 집단이다.

## 1차 항체
1차 항체는 암, 당뇨병, 파킨슨병, 알츠하이머병과 같은 질병에 대한 생체 마커 검출에 매우 유용하며 흡수, 분포, 대사 및 배설(ADME) 및 다제내성(MDR) 연구에 사용된다.

1차 항체는 항원에 결합한다(빨간색). 표지 된 2차 항체(녹색)는 1차 항체에 결합한다. 그런 다음 라벨을 사용하여 항원을 간접적으로 감지한다.

## 2차 항체
2차 항체는 단백질에 대한 접합을 통해 항체의 유용성을 확장하는 것과 함께 신호 검출 및 증폭을 담당한다. 특히 2차 항체는 면역 표지(Immunolabeling)에서 효율적이다. 2차 항체는 표적 항원에 직접 결합되는 1차 항체에 결합한다. 면역 표지에서 1차 항체의 Fab 도메인은 항원에 결합하고 Fc 도메인을 2차 항체에 노출시킨다. 그러면 2차 항체의 Fab 도메인이 1차 항체의 Fc 도메인에 결합시킨다. Fc 도메인은 동일한 동물 내에서 일정하므로 여러 유형의 1차 항체에 결합하는 데 한 가지 유형의 2차 항체만 필요하다. 이는 다양한 유형의 1차 항체를 라벨링하는 대신 한 가지 유형의 2차 항체만 라벨링하여 비용을 절감시킨다. 2차 항체는 1차 항체에 결합하는 여러 2차 항체로 인해 감도와 신호 증폭을 증가시킨다.

### 응용
2차 항체는 겨자무과산화효소(HRP) 또는 알칼리성 인산가수분해효소(AP)와 같은 효소에 접합될 수 있다. 또는 플루오레세인이소티오시안산염(FITC), 로다민 유도체(Rhodamine derivatives), Alexa Fluor 염료와 같은 형광 염료를 사용한다.

## 같이 보기
- 효소결합면역흡착검사
- 웨스턴 블랏
- 면역 염색
- 면역조직화학
- 면역세포화학